# Liu-Wang Liming
Pour les articles homonymes, voir Liu et  Wang.
Liu-Wang Liming (chinois : 刘王立明 ; pinyin : Liù-Wáng Lìmíng ; 1897 – 15 avril 1970) est une féministe et suffragette chinoise. Elle a fondé l'Institut Zhan'en pour enfants réfugiés et l'Amicale des femmes chinoises. 
Elle est persécutée par les communistes pour ses positions pacifistes, faisant campagne jusqu'à sa mort en prison en 1970. Cependant, à titre posthume, en 1980, elle est réhabilitée par le gouvernement chinois pour sa contribution à la défense des droits des femmes. 

## Jeunesse et formation
Wang Liming naît en 1897 dans la province d'Anhui. Son père, Wang Langzhong, un médecin, meurt alors qu'elle a neuf ans laissant sa famille dans la pauvreté. Sa mère est la présidente d'une section chinoise de la Woman's Christian Temperance Union,. Confucéenne, elle envoie cependant sa fille dans une école ouverte par les missionnaires américains, la Become Beautiful Girls’ School, puis à la Ruli Academy, un lycée méthodiste pour filles à Jiujiang (province de Jiangxi). Wang se convertit au christianisme et, à douze ans, elle est la première fille du pays à ôter les bandages de ses pieds. 
Après avoir obtenu son diplôme de l'académie Jiujiang Ruli, elle devient enseignante. Elle obtient une bourse de la Woman's Christian Temperance Union (WCTU) et part dans l'Illinois étudier la zoologie à l'université Northwestern. Elle y obtient un bachelor et un master. À Evanston, elle prend le nom anglais Frances Willard Wong, en l'honneur de Frances Willard, fondatrice de la WCTU. Elle rencontre son futur époux, Herman C.E. Liu (Liu Zhan'en). Wang rentre en Chine en 1920. Elle épouse Liu Zhan'en le 1er septembre 1922. Ils auront trois enfants, deux fils et une fille — Guangsheng (1924), Guanghua (1926), et une fille Guangkun (1928). Liu devient président de l'université de Shanghai, mais il est assassiné en 1938, probablement par des militaristes japonais.

## Carrière
En 1924, Liu-Wang commence à travailler au sein du Comité de promotion de l'Assemblée nationale. En 1930, elle fonde l'Association pour le suffrage des femmes de Shanghai et en devient la présidente. De 1926 à 1950, elle est également secrétaire générale de l'Association des femmes chinoises anti-drogue. Elle est l'une des rares femmes membre de la Conférence consultative politique populaire, un groupe gouvernemental qui promeut le soutien du public à l'effort de guerre. Elle réussit à obtenir une garantie inscrite dans la cinquième constitution que les femmes auront au moins dix pour cent des sièges à l'Assemblée nationale. Mais ses critiques de la stratégie de guerre nationaliste aboutit à son expulsion du Parti communiste en 1943. Liu-Wang rejoint la Ligue démocratique chinoise qui prône la démocratie et le socialisme.
Elle crée la Ligue pour la protection des droits de l'homme en 1946. Elle a été élue aux deuxième, troisième et quatrième comités nationaux de la Conférence consultative politique du peuple chinois et représente la Chine à la Conférence internationale des femmes asiatiques de 1954. Elle est élue vice-présidente du Congrès de la WCTU en Allemagne de l'Ouest en 1956. Alors que la Révolution culturelle commence, elle est accusée d'être une espionne à la solde de la CIA et le 1er septembre 1966, elle est emprisonnée. 
Liu-Wang meurt dans un camp de travail pénitentiaire à Shanghai le 15 avril 1970 à l'âge de 74 ans, après avoir purgé trois ans et demi de prison.